# توماس إتش جاكسون
توماس إتش جاكسون (بالإنجليزية: Thomas H. Jackson)‏ هو مدرس أمريكي، ولد في 20 يونيو 1950.